# Classes de ferrovias na América do Norte

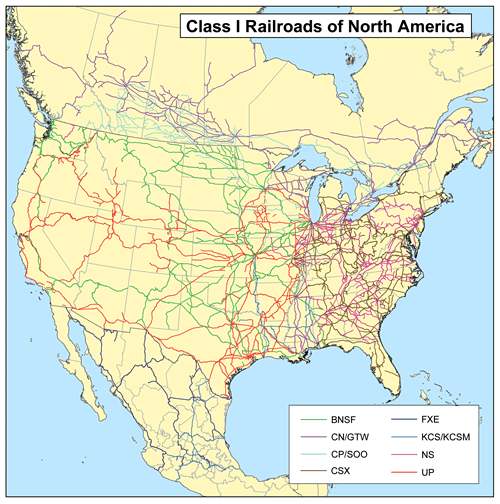
ferrovias Classe I na América do Norte em 2006

Nos Estados Unidos, as ferrovias são de Classe I, II ou III, dependendo de seu tamanho. O Surface Transportation Board decide o tamanho que as ferrovias precisam ter para estar nas classes.
Existem seis empresas ferroviárias de carga Classe I dos EUA. O Canadá tem duas ferrovias de carga Classe I. Ambas as empresas canadenses têm rastreamento nos EUA. O México tem duas ferrovias de carga Classe I, uma com trilhos nos Estados Unidos. As ferrovias nacionais de passageiros nos EUA e Canadá, Amtrak e Via Rail, são ambas Classe I.

## Classes

### Classe I
Nos Estados Unidos, o Surface Transportation Board diz que uma ferrovia Classe I é uma ferrovia que recebe $ 250 milhões ou mais em receita a cada ano. Era 1991 quando eles disseram que deveria ser pelo menos $ 250 milhões. Em 2012, $ 452.653.248 é quanto seria. Em 2011, a Association of American Railroads diz que as ferrovias Classe I tiveram que receber pelo menos $ 433,2 milhões.
No Canadá, uma transportadora ferroviária Classe I é uma empresa que obteve pelo menos $ 250 milhões (CAD) em receita para cada um dos dois anos anteriores.
As ferrovias Classe I são alguns dos tipos de transporte mais eficientes. Eles movimentam uma tonelada de carga por quase 500 milhas com cada galão de óleo diesel ( 500 mpg‑US (0.47 l/100 km) para mover 1 short ton (0.91 t) ).
Em 2013, onze ferrovias na América do Norte eram Classe I. Nos Estados Unidos, a Amtrak e sete ferrovias de carga são Classe I com base em medições de 2011 divulgadas em 2013. (p1)

### Classe II
Uma ferrovia Classe II nos Estados Unidos recebe carga e é de médio porte em termos de receita. Desde 2011  , uma ferrovia Classe II é uma ferrovia com receita superior a US$ 37,4 milhões, mas inferior a US$ 433,2 milhões por pelo menos três anos consecutivos. Ferrovias de comutação e terminais não podem ser ferrovias de Classe II.

### Classe III

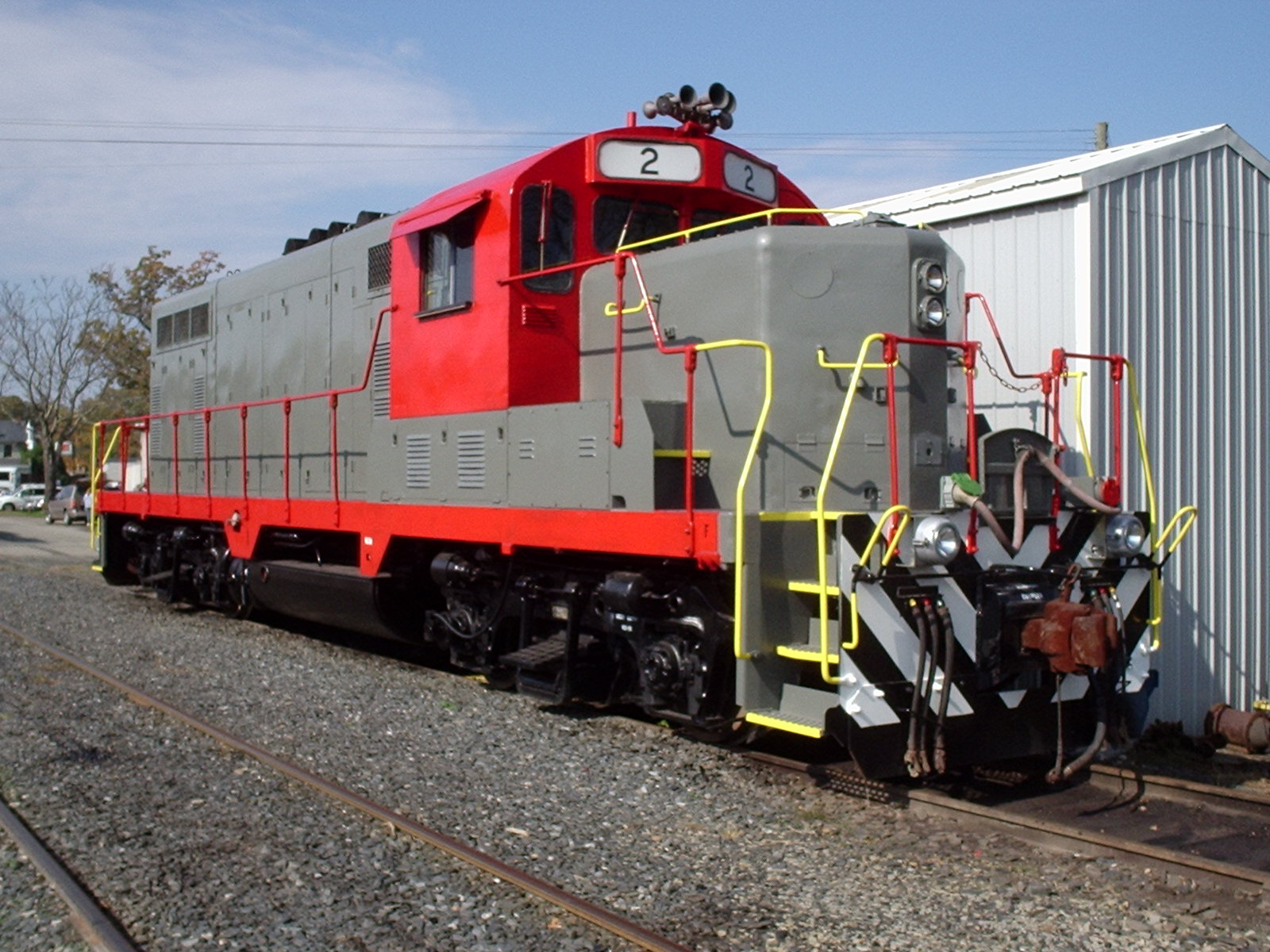
A Buckingham Branch Railroad é um exemplo de shortline Classe III na Virgínia

Uma ferrovia Classe III ganha menos de $ 20 milhões (dólares de 1991) em receita a cada ano.

### Mais leituras
- 49 CFR Part 1201-Railroad Companies (PDF)
- Surface Transportation Board FAQs – Economic and Industry Information Arquivado em 2016-12-08 no Wayback Machine
- STB Ex Parte No. 647 Arquivado em 2016-03-04 no Wayback Machine
- «AAR – Class I Railroad Statistics» (PDF). Consultado em 1 de setembro de 2019. Arquivado do original (PDF) em 16 de setembro de 2003 (58.4 KB)
- «49 CFR Part 1201-Railroad Companies» (PDF) ( 454 KB)
- Stover, John F. (1999). The Routledge Historical Atlas of the American Railroads. New York, NY: Routledge. ISBN 0-415-92140-6

## Outros sites
- Lista e árvores genealógicas das ferrovias norte-americanas
- Classificação Uniforme de Contas e Registros Ferroviários Relacionados (UCA) Arquivado em 2005-01-04 no Wayback Machine  ; acessado em 24 de abril de 2005.
- Perguntas frequentes sobre o Surface Transportation Board – Informações econômicas e industriais Arquivado em 2016-12-08 no Wayback Machine